# 94. Kongress der Vereinigten Staaten
Der 94. Kongress der Vereinigten Staaten bezeichnet die Legislaturperiode von Repräsentantenhaus und Senat in den Vereinigten Staaten zwischen dem 3. Januar 1975 und dem 3. Januar 1977. Alle Abgeordneten des Repräsentantenhauses sowie ein Drittel der Senatoren (Klasse III) waren im November 1974 bei den Kongresswahlen gewählt worden. In beiden Kammern errangen die Demokraten die Mehrheit, die in Opposition zum republikanischen Präsidenten Gerald Ford standen. Im Verlauf der Legislaturperioden ergaben sich durch einzelne Rücktritte und Todesfälle kleinere Verschiebungen, die die Mehrheitsverhältnisse aber nicht änderten. Der Kongress tagte in der amerikanischen Bundeshauptstadt Washington, D.C. Die Sitzverteilung im Repräsentantenhaus basierte auf der Volkszählung von 1970.

## Wichtige Ereignisse
Siehe auch 1975 und 1976
- 3. Januar 1975: Beginn der Legislaturperiode des 94. Kongresses
- 30. April 1975: Mit dem Fall der Stadt Saigon geht der Vietnamkrieg zu Ende.
- 10. Juni 1975: Die Rockefeller-Kommission empfiehlt die Einsetzung eines gemeinsamen Untersuchungsausschusses beider Kongresskammern zum Thema Geheimdienste.
- 5. September 1975: Gescheitertes Attentat gegen Präsident Ford durch Lynette Fromme.
- 22. September 1975: Ein weiteres Attentat gegen den Präsidenten, dieses Mal durch Sara Jane Moore scheitert ebenfalls.
- 4. Juli 1976: Feierlichkeiten anlässlich des 200. Jahrestages der amerikanischen Unabhängigkeitserklärung.
- 2. November 1976: Präsidentschafts- und Kongresswahlen. Präsident Ford unterliegt gegen Jimmy Carter. Bei den Kongresswahlen verteidigen die Demokraten ihre Mehrheiten in den beiden Kongresskammern.

Außerdem tagte zwischen Juli 1975 und Mai 1976 der Sonderausschuss des US-Senats zur Untersuchung des Regierungshandelns mit Bezug zu Aktivitäten der Nachrichtendienste, das als Church Committee bekannt wurde. Später wurde der Ausschuss durch den Geheimdienstausschuss (United States Senate Select Committee on Intelligence) ersetzt.

## Die wichtigsten Gesetze
In den Sitzungsperioden des 94. Kongresses wurden unter anderem folgende Bundesgesetze verabschiedet (siehe auch: Gesetzgebungsverfahren):
- 29. November 1975: Individuals with Disabilities Education Act
- 23. Dezember 1975: Metric Conversion Act
- 23. Dezember 1975: Revenue Adjustment Act
- 5. Februar 1976: Railroad Revitalization and Regulatory Reform Act
- 13. September 1976: Government in the Sunshine Act
- 30. September 1976: Hart-Scott-Rodino Antitrust Improvements Act
- 11. Oktober 1976: Toxic Substances Control Act
- 12. Oktober 1976: Overhaul of vocational education programs
- 19. Oktober 1976: United States Copyright Act of 1976
- 21. Oktober 1976: Federal Land Policy and Management Act
- 21. Oktober 1976: Resource Conservation and Recovery Act
- 22. Oktober 1976: National Forest Management Act

## Zusammensetzung nach Parteien

### Senat
|              | Partei (Schattierung zeigt Mehrheitspartei) | Partei (Schattierung zeigt Mehrheitspartei) | Partei (Schattierung zeigt Mehrheitspartei) | Total |   |
| ------------ | ------------------------------------------- | ------------------------------------------- | ------------------------------------------- | ----- | - |
|              |                                             |                                             |                                             | Total |   |
| Demokraten   | Republikaner                                | Sonstige                                    | Vakant                                      | Total |   |
| 93. Kongress | 57                                          | 40                                          | 3                                           | 100   | 0 |
|              |                                             |                                             |                                             |       |   |
| 94. Kongress | 61                                          | 37                                          | 2                                           | 100   |   |
| 95. Kongress | 58                                          | 41                                          | 1                                           | 100   |   |

### Repräsentantenhaus
|              | Partei (Schattierung zeigt Mehrheitspartei) | Partei (Schattierung zeigt Mehrheitspartei) | Partei (Schattierung zeigt Mehrheitspartei) | Total |    |
| ------------ | ------------------------------------------- | ------------------------------------------- | ------------------------------------------- | ----- | -- |
|              |                                             |                                             |                                             | Total |    |
| Demokraten   | Republikaner                                | Unabhängige                                 | Vakant                                      | Total |    |
| 93. Kongress | 235                                         | 182                                         | 0                                           | 435   | 18 |
|              |                                             |                                             |                                             |       |    |
| 94. Kongress | 291                                         | 144                                         | 0                                           | 435   |    |
| 95. Kongress | 275                                         | 140                                         | 0                                           | 435   | 20 |

Außerdem gab es noch vier nicht stimmberechtigte Kongressdelegierte.

## Amtsträger

### Senat
- Präsident des Senats: Nelson Rockefeller (R)
- Präsident pro tempore: James Eastland (D)

#### Führung der Mehrheitspartei
- Mehrheitsführer: Mike Mansfield (D)
- Mehrheitswhip: Robert Byrd (D)

#### Führung der Minderheitspartei
- Minderheitsführer: Hugh Scott (R)
- Minderheitswhip: Robert P. Griffin (R)

### Repräsentantenhaus
- Sprecher des Repräsentantenhauses: Carl Albert (D)

#### Führung der Mehrheitspartei
- Mehrheitsführer: Tip O’Neill (D)
- Mehrheitswhip: John J. McFall (D)

#### Führung der Minderheitspartei
- Minderheitsführer: John Jacob Rhodes
- Minderheitswhip: Robert H. Michel

## Senatsmitglieder
Im 94. Kongress vertraten folgende Senatoren ihre jeweiligen Bundesstaaten:
| Alabama - 2. John Sparkman (D) - 3. James Browning Allen (D) Alaska - 2. Ted Stevens (R) - 3. Mike Gravel (D) Arizona - 1. Paul Jones Fannin (R) - 3. Barry Goldwater (R) Arkansas - 2. John Little McClellan (D) - 3. Dale Bumpers (D) Kalifornien - 1. John V. Tunney (D) bis zum 1. Januar 1977 - S. I. Hayakawa (R) ab dem 2. Januar 1977 - 3. Alan Cranston (D) Colorado - 2. Floyd K. Haskell (D) - 3. Gary Hart (D) Connecticut - 1. Lowell P. Weicker, Jr. (R) - 3. Abraham A. Ribicoff (D) Delaware - 1. William V. Roth (R) - 2. Joe Biden (D) Florida - 1. Lawton Chiles (D) - 3. Richard Stone (D) Georgia - 2. Sam Nunn (D) - 3. Herman Talmadge (D) Hawaii - 1. Hiram Fong (R) - 2. Daniel Inouye (D) Idaho - 2. James A. McClure (R) - 3. Frank Church (D) Illinois - 2. Charles H. Percy (R) - 3. Adlai Ewing Stevenson III (D) Indiana - 1. Vance Hartke (D) - 3. Birch Bayh (D) Iowa - 2. Richard C. Clark (D) - 3. John Culver (D) Kansas - 2. James B. Pearson (R) - 3. Bob Dole (R) Kentucky - 2. Walter Huddleston (D) - 3. Wendell Ford (D) Louisiana - 2. Bennett Johnston (D) - 3. Russell B. Long (D) Maine - 1. Edmund Muskie (D) - 2. William Dodd Hathaway (D) Maryland - 1. John Glenn Beall Jr. (R) - 3. Charles Mathias (R) Massachusetts - 1. Edward Kennedy (D) - 2. Edward Brooke (R) Michigan - 1. Philip Hart (D) bis zum 26. Dezember 1976 - Donald W. Riegle (D) ab dem 27. Dezember 1976 - 2. Robert P. Griffin (R) Minnesota - 1. Hubert H. Humphrey (D) bzw. (Democratic Farmer Labor Party) - 2. Walter Mondale (D) bzw. (Democratic Farmer Labor Party) bis zum 30. Dezember 1976 - Wendell Anderson (D) bzw. (Democratic Farmer Labor Party) ab dem 30. Dezember 1976 Mississippi - 1. John C. Stennis (D) - 2. James Eastland (D) Missouri - 1. Stuart Symington (D) bis zum 27. Dezember 1976 - John Danforth (R) ab dem 27. Dezember 1976 - 3. Thomas Eagleton (D) | Montana - 1. Mike Mansfield (D) - 2. Lee Metcalf (D) Nebraska - 1. Roman Hruska (R) bis zum 27. Dezember 1976 - Edward Zorinsky (D) ab dem 28. Dezember 1976 - 2. Carl Curtis (R) Nevada - 1. Howard Cannon (D) - 3. Paul Laxalt (R) New Hampshire - 2. Thomas J. McIntyre (D) - 3. Norris Cotton (R) vom 8. August bis zum 18. September 1975 - John A. Durkin (D) ab dem 18. September 1975 New Jersey - 1. Harrison A. Williams (D) - 2. Clifford P. Case (R) New Mexico - 1. Joseph Montoya (D) - 2. Pete Domenici (R) New York - 1. James L. Buckley (Conservative Party of New York State) - 3. Jacob K. Javits (R) North Carolina - 2. Jesse Helms (R) - 3. Robert Burren Morgan (D) North Dakota - 1. Quentin N. Burdick (D) - 3. Milton Young (R) Ohio - 1. Robert Taft Jr. (R) bis zum 28. Dezember 1976 - Howard Metzenbaum (D) ab dem 29. Dezember 1976 - 3. John Glenn (D) Oklahoma - 2. Dewey F. Bartlett (R) - 3. Henry Bellmon (R) Oregon - 2. Mark Hatfield (R) - 3. Bob Packwood (R) Pennsylvania - 1. Hugh Scott (R) - 3. Richard Schweiker (R) Rhode Island - 1. John O. Pastore (D) bis zum 28. Dezember 1976 - John Chafee (R) ab dem 29. Dezember 1976 - 2. Claiborne Pell (D) South Carolina - 2. Strom Thurmond (R) - 3. Fritz Hollings (D) South Dakota - 2. James Abourezk (D) - 3. George McGovern (D) Tennessee - 1. Bill Brock (R) - 2. Howard Baker (R) Texas - 1. Lloyd Bentsen (D) - 2. John Tower (R) Utah - 1. Frank Moss (D) - 3. Jake Garn (R) Vermont - 1. Robert Stafford (R) - 3. Patrick Leahy (D) Virginia - 1. Harry F. Byrd Jr. (unabhängiger Demokrat) - 2. William L. Scott (R) Washington - 1. Henry M. Jackson (D) - 3. Warren G. Magnuson (D) West Virginia - 1. Robert Byrd (D) - 2. Jennings Randolph (D) Wisconsin - 1. William Proxmire (D) - 3. Gaylord Nelson (D) Wyoming - 1. Gale W. McGee (D) - 2. Clifford P. Hansen (R) |

## Mitglieder des Repräsentantenhauses
Folgende Kongressabgeordnete vertraten im 94. Kongress die Interessen ihrer jeweiligen Bundesstaaten:
| Alabama 7 Wahlbezirke - 1. William J. Edwards (R) - 2. William Louis Dickinson (R) - 3. Bill Nichols (D) - 4. Tom Bevill (D) - 5. Robert Jones Jr. (D) - 6. John Hall Buchanan, Jr. (R) - 7. Walter Flowers (D) Alaska Staatsweite Wahl - Don Young (R) Arizona 4 Wahlbezirke - 1. John Jacob Rhodes (R) - 2. Mo Udall (D) - 3. Sam Steiger (R) - 4. John Bertrand Conlan (R) Arkansas 4 Wahlbezirke - 1. William Vollie Alexander (D) - 2. Wilbur Daigh Mills (D) - 3. John Paul Hammerschmidt (R) - 4. Ray Thornton (D) Kalifornien 43 Wahlbezirke - 1. Harold T. Johnson (D) - 2. Donald H. Clausen (R) - 3. John E. Moss (D) - 4. Robert L. Leggett (D) - 5. John Lowell Burton (D) - 6. Phillip Burton (D) - 7. George Miller (D) - 8. Ron Dellums (D) - 9. Pete Stark (D) - 10. Don Edwards (D) - 11. Leo J. Ryan (D) - 12. Pete McCloskey (R) - 13. Norman Mineta (D) - 14. John J. McFall (D) - 15. Bernice F. Sisk (D) - 16. Burt L. Talcott (R) - 17. John Hans Krebs (D) - 18. William M. Ketchum (R) - 19. Robert J. Lagomarsino (R) - 20. Barry Goldwater Jr. (R) - 21. James C. Corman (D) - 22. Carlos Moorhead (R) - 23. Thomas M. Rees (D) - 24. Henry Waxman (D) - 25. Edward R. Roybal (D) - 26. John H. Rousselot (R) - 27. Alphonzo Bell Jr. (R) - 28. Yvonne Brathwaite Burke (D) - 29. Augustus F. Hawkins (D) - 30. George E. Danielson (D) - 31. Charles H. Wilson (D) - 32. Glenn M. Anderson (D) - 33. Del M. Clawson (R) - 34. Mark W. Hannaford (D) - 35. James F. Lloyd (D) - 36. George Brown Jr. (D) - 37. Jerry Pettis (R) bis zum 14. Februar 1975 - Shirley Neil Pettis (R) ab dem 29. April 1975 - 38. Jerry M. Patterson (D) - 39. Charles E. Wiggins (R) - 40. Andrew J. Hinshaw (R) - 41. Bob Wilson (R) - 42. Lionel Van Deerlin (D) - 43. Clair Burgener (R) Colorado 5 Wahlbezirke - 1. Patricia Schroeder (D) - 2. Tim Wirth (D) - 3. Frank E. Evans (D) - 4. James Paul Johnson (R) - 5. William L. Armstrong (R) Connecticut 6 Wahlbezirke - 1. William R. Cotter (D) - 2. Chris Dodd (D) - 3. Robert Giaimo (D) - 4. Stewart McKinney (R) - 5. Ronald A. Sarasin (R) - 6. Toby Moffett (D) Delaware Staatsweite Wahl - Pierre S. du Pont IV. (R) Florida 15 Wahlbezirke - 1. Robert Sikes (D) - 2. Don Fuqua (D) - 3. Charles Edward Bennett (D) - 4. William V. Chappell (D) - 5. Richard Kelly (R) - 6. Bill Young (R) - 7. Sam Gibbons (D) - 8. James A. Haley (D) - 9. Louis Frey (R) - 10. Louis A. Bafalis (R) - 11. Paul Grant Rogers (D) - 12. J. Herbert Burke (R) - 13. William Lehman (D) - 14. Claude Pepper (D) - 15. Dante Fascell (D) Georgia 10 Wahlbezirke - 1. Ronald Bryan Ginn (D) - 2. Dawson Mathis (D) - 3. Jack Thomas Brinkley (D) - 4. Elliott H. Levitas (D) - 5. Andrew Young (D) - 6. John James Flynt Jr. (D) - 7. Larry McDonald (D) - 8. W. S. Stuckey (D) - 9. Phillip M. Landrum (D) - 10. Robert Grier Stephens (D) Hawaii 2 Wahlbezirke - 1. Spark Matsunaga (D) - 2. Patsy Mink (D) Idaho 2 Wahlbezirke - 1. Steve Symms (R) - 2. George V. Hansen (R) Illinois 24 Wahlbezirke - 1. Ralph Metcalfe (D) - 2. Morgan F. Murphy (D) - 3. Marty Russo (D) - 4. Ed Derwinski (R) - 5. John C. Kluczynski (D) bis zum 26. Januar 1975 - John G. Fary (D) ab dem 8. Juli 1975 - 6. Henry Hyde (R) - 7. Cardiss Collins (D) - 8. Dan Rostenkowski (D) - 9. Sidney R. Yates (D) - 10. Abner J. Mikva (D) - 11. Frank Annunzio (D) - 12. Phil Crane (R) - 13. Robert McClory (R) - 14. John N. Erlenborn (R) - 15. Tim Lee Hall (D) - 16. John B. Anderson (R) - 17. George M. O’Brien (R) - 18. Robert H. Michel (R) - 19. Tom Railsback (R) - 20. Paul Findley (R) - 21. Edward Rell Madigan (R) - 22. George E. Shipley (D) - 23. Charles Melvin Price (D) - 24. Paul M. Simon (D) Indiana 11 Wahlbezirke - 1. Ray J. Madden (D) - 2. Floyd Fithian (D) - 3. John Brademas (D) - 4. J. Edward Roush (D) - 5. Elwood Hillis (R) - 6. David W. Evans (D) - 7. John T. Myers (R) - 8. Philip H. Hayes (D) - 9. Lee H. Hamilton (D) - 10. Philip R. Sharp (D) - 11. Andrew Jacobs Jr. (D) Iowa 6 Wahlbezirke - 1. Edward Mezvinsky (D) - 2. Mike Blouin (D) - 3. Chuck Grassley (R) - 4. Neal Edward Smith (D) - 5. Tom Harkin (D) - 6. Berkley Bedell (D) Kansas 5 Wahlbezirke - 1. Keith Sebelius (R) - 2. Martha Keys (D) - 3. Larry Winn (R) - 4. Garner E. Shriver (R) - 5. Joe Skubitz (R) Kentucky 7 Wahlbezirke - 1. Carroll Hubbard (D) - 2. William Huston Natcher (D) - 3. Romano L. Mazzoli (D) - 4. Gene Snyder (R) - 5. Tim Lee Carter (R) - 6. John B. Breckinridge (D) - 7. Carl D. Perkins (D) Louisiana 8 Wahlbezirke - 1. Felix Edward Hébert (D) - 2. Lindy Boggs (D) - 3. David C. Treen (R) - 4. Joe Waggonner (D) - 5. Otto E. Passman (D) - 6. Henson Moore (R) - 7. John Breaux (D) - 8. Gillis William Long (D) Maine 2 Wahlbezirke - 1. David F. Emery (R) - 2. William Cohen (R) Maryland 8 Wahlbezirke - 1. Robert Bauman (R) - 2. Clarence Long (D) - 3. Paul Sarbanes (D) - 4. Marjorie Holt (R) - 5. Gladys Spellman (D) - 6. Goodloe Byron (D) - 7. Parren Mitchell (D) - 8. Gilbert Gude (R) Massachusetts 12 Wahlbezirke - 1. Silvio O. Conte (R) - 2. Edward Boland (D) - 3. Joseph D. Early (D) - 4. Robert Drinan (D) - 5. Paul Tsongas (D) - 6. Michael J. Harrington (D) - 7. Torbert Macdonald (D) bis zum 21. Mai 1976 - Ed Markey (D) ab dem 2. November 1976 - 8. Tip O’Neill (D) - 9. Joe Moakley (D) - 10. Margaret Heckler (R) - 11. James A. Burke (D) - 12. Gerry Studds (D) Michigan 19 Wahlbezirke - 1. John Conyers (D) - 2. Marvin L. Esch (R) - 3. Garry E. Brown (R) - 4. Edward Hutchinson (R) - 5. Richard Vander Veen (D) - 6. Milton Robert Carr (D) - 7. Donald W. Riegle (D) bis zum 30. Dezember 1976 - 8. J. Bob Traxler (D) - 9. Guy Vander Jagt (R) - 10. Elford Albin Cederberg (R) - 11. Philip Ruppe (R) - 12. James G. O’Hara (D) - 13. Charles Diggs (D) - 14. Lucien N. Nedzi (D) - 15. William D. Ford (D) - 16. John Dingell Jr. (D) - 17. William M. Brodhead (D) - 18. James Blanchard (D) - 19. William Broomfield (R) Minnesota 8 Wahlbezirke - 1. Al Quie (R) - 2. Tom Hagedorn (R) - 3. Bill Frenzel (R) - 4. Joseph Karth (DFL= Democratic Farmer Labor Party) - 5. Donald M. Fraser (DFL) - 6. Rick Nolan (DFL) - 7. Robert Bergland (DFL) - 8. Jim Oberstar (DFL) Mississippi 5 Wahlbezirke - 1. Jamie L. Whitten (D) - 2. David R. Bowen (D) - 3. Sonny Montgomery (D) - 4. Thad Cochran (R) - 5. Trent Lott (R) | Missouri 10 Wahlbezirke - 1. Bill Clay (D) - 2. James W. Symington (D) - 3. Leonor Sullivan (D) - 4. William J. Randall (D) - 5. Richard Walker Bolling (D) - 6. Jerry Litton (D) bis zum 3. August 1976 - Earl Thomas Coleman (R) ab dem 2. November 1976 - 7. Gene Taylor (R) - 8. Richard Howard Ichord (D) - 9. William L. Hungate (D) - 10. Bill D. Burlison (D) Montana 2 Wahlbezirke - 1. Max Baucus (D) - 2. John Melcher (D) Nebraska 3 Wahlbezirke - 1. Charles Thone (R) - 2. John Y. McCollister (R) - 3. Virginia Smith (R) Nevada Staatsweite Wahl - James David Santini (D) New Hampshire 2 Wahlbezirke - 1. Norman D’Amours (D) - 2. James Colgate Cleveland (R) New Jersey 15 Wahlbezirke - 1. James Florio (D) - 2. William J. Hughes (D) - 3. James J. Howard (D) - 4. Frank Thompson (D) - 5. Millicent Fenwick (R) - 6. Edwin B. Forsythe (R) - 7. Andrew Maguire (D) - 8. Robert A. Roe (D) - 9. Henry Helstoski (D) - 10. Peter Wallace Rodino (D) - 11. Joseph Minish (D) - 12. Matthew John Rinaldo (R) - 13. Helen Stevenson Meyner (D) - 14. Dominick V. Daniels (D) - 15. Edward J. Patten (D) New Mexico 2 Wahlbezirke - 1. Manuel Lujan (R) - 2. Harold L. Runnels (D) New York 39 Wahlbezirke - 1. Otis G. Pike (D) - 2. Thomas Downey (D) - 3. Jerome Ambro (D) - 4. Norman F. Lent (R) - 5. John W. Wydler (R) - 6. Lester L. Wolff (D) - 7. Joseph Patrick Addabbo (D) - 8. Benjamin Stanley Rosenthal (D) - 9. James J. Delaney (D) - 10. Mario Biaggi (D) - 11. James H. Scheuer (D) - 12. Shirley Chisholm (D) - 13. Stephen J. Solarz (D) - 14. Fred Richmond (D) - 15. Leo C. Zeferetti (D) - 16. Elizabeth Holtzman (D) - 17. John M. Murphy (D) - 18. Ed Koch (D) - 19. Charles B. Rangel (D) - 20. Bella Abzug (D) - 21. Herman Badillo (D) - 22. Jonathan Brewster Bingham (D) - 23. Peter A. Peyser (R) - 24. Richard Ottinger (D) - 25. Hamilton Fish IV (R) - 26. Benjamin A. Gilman (R) - 27. Matthew F. McHugh (D) - 28. Samuel S. Stratton (D) - 29. Edward W. Pattison (D) - 30. Robert C. McEwen (R) - 31. Donald J. Mitchell (R) - 32. James M. Hanley (D) - 33. William F. Walsh (R) - 34. Frank Horton (R) - 35. Barber B. Conable (R) - 36. John J. LaFalce (D) - 37. Henry J. Nowak (D) - 38. Jack Kemp (R) - 39. James F. Hastings (R) bis zum 20. Januar 1976 - Stan Lundine (D) ab dem 2. März 1976 North Carolina 11 Wahlbezirke - 1. Walter B. Jones Sr. (D) - 2. Lawrence H. Fountain (D) - 3. David N. Henderson (D) - 4. Ike Franklin Andrews (D) - 5. Stephen L. Neal (D) - 6. L. Richardson Preyer (D) - 7. Charles Grandison Rose (D) - 8. Bill Hefner (D) - 9. James G. Martin (R) - 10. Jim Broyhill (R) - 11. Roy A. Taylor (D) North Dakota 1 Wahlbezirk (staatsweit) - 1. Mark Andrews (R) Ohio 23 Wahlbezirke - 1. Bill Gradison (R) - 2. Donald D. Clancy (R) - 3. Charles W. Whalen (R) - 4. Tennyson Guyer (R) - 5. Del Latta (R) - 6. Bill Harsha (R) - 7. Bud Brown (R) - 8. Tom Kindness (R) - 9. Thomas Ashley (D) - 10. Clarence E. Miller (R) - 11. J. William Stanton (R) - 12. Samuel L. Devine (R) - 13. Charles Adams Mosher (R) - 14. John F. Seiberling (D) - 15. Chalmers Wylie (R) - 16. Ralph Regula (R) - 17. John M. Ashbrook (R) - 18. Wayne Hays (D) bis zum 1. September 1976 - 19. Charles J. Carney (D) - 20. James V. Stanton (D) - 21. Louis Stokes (D) - 22. Charles Vanik (D) - 23. Ronald M. Mottl (D) Oklahoma 6 Wahlbezirke - 1. James Robert Jones (D) - 2. Ted Risenhoover (D) - 3. Carl Albert (D) - 4. Tom Steed (D) - 5. John Jarman (D) wechselte im Januar 1975 zu (R) - 6. Glenn English (D) Oregon 4 Wahlbezirke - 1. Les AuCoin (D) - 2. Al Ullman (D) - 3. Robert B. Duncan (D) - 4. James H. Weaver (D) Pennsylvania 25 Wahlbezirke - 1. William A. Barrett (D) bis zum 12. April 1976 - Michael Myers (D) ab dem 2. November 1976 - 2. Robert N. C. Nix (D) - 3. William J. Green III (D) - 4. Joshua Eilberg (D) - 5. Richard T. Schulze (R) - 6. Gus Yatron (D) - 7. Robert W. Edgar (D) - 8. Edward G. Biester (R) - 9. Bud Shuster (R) - 10. Joseph M. McDade (R) - 11. Daniel J. Flood (D) - 12. John Murtha (D) - 13. Lawrence Coughlin (R) - 14. William S. Moorhead (D) - 15. Fred B. Rooney (D) - 16. Edwin Duing Eshleman (R) - 17. Herman T. Schneebeli (R) - 18. Henry John Heinz III (R) - 19. William F. Goodling (R) - 20. Joseph M. Gaydos (D) - 21. John Herman Dent (D) - 22. Thomas E. Morgan (D) - 23. Albert W. Johnson (R) - 24. Joseph P. Vigorito (D) - 25. Gary A. Myers (R) Rhode Island 2 Wahlbezirke - 1. Fernand St. Germain (D) - 2. Edward Beard (D) South Carolina 6 Wahlbezirke - 1. Mendel Jackson Davis (D) - 2. Floyd Spence (R) - 3. Butler Derrick (D) - 4. James Robert Mann (D) - 5. Kenneth Lamar Holland (D) - 6. John Jenrette (D) South Dakota 2 Wahlbezirke - 1. Larry Pressler (R) - 2. James Abdnor (R) Tennessee 8 Wahlbezirke - 1. Jimmy Quillen (R) - 2. John Duncan Sr. (R) - 3. Marilyn Lloyd (D) - 4. Joe L. Evins (D) - 5. Richard H. Fulton (D) bis zum 14. August 1975 - Clifford Allen (D) ab dem 25. November 1975 - 6. Robin Beard (R) - 7. Ed Jones (D) - 8. Harold Ford Sr. (D) Texas 24 Wahlbezirke - 1. Wright Patman (D) bis zum 7. März 1976 - Sam B. Hall (D) ab dem 19. Juni 1976 - 2. Charlie Wilson (D) - 3. James M. Collins (R) - 4. Ray Roberts (D) - 5. Alan Steelman (R) - 6. Olin E. Teague (D) - 7. William Archer Jr. (R) - 8. Robert C. Eckhardt (D) - 9. Jack Bascom Brooks (D) - 10. J. J. Pickle (D) - 11. William R. Poage (D) - 12. Jim Wright (D) - 13. Jack English Hightower (D) - 14. John Andrew Young (D) - 15. Kika de la Garza (D) - 16. Richard Crawford White (D) - 17. Omar Truman Burleson (D) - 18. Barbara Jordan (D) - 19. George H. Mahon (D) - 20. Henry B. Gonzalez (D) - 21. Bob Krueger (D) - 22. Robert R. Casey (D) bis zum 22. Januar 1976 - Ron Paul (R) ab dem 3. April 1976 - 23. Abraham Kazen (D) - 24. Dale Milford (D) Utah 2 Wahlbezirke - 1. K. Gunn McKay (D) - 2. Allan Howe (D) Vermont 1 Wahlbezirk (staatsweit) - 1. Jim Jeffords (R) Virginia 10 Wahlbezirke - 1. Thomas N. Downing (D) - 2. G. William Whitehurst (R) - 3. David E. Satterfield III (D) - 4. Robert Daniel (R) - 5. Dan Daniel (D) - 6. M. Caldwell Butler (R) - 7. J. Kenneth Robinson (R) - 8. Herbert Harris (D) - 9. William C. Wampler (R) - 10. Joseph L. Fisher (D) Washington 7 Wahlbezirke - 1. Joel Pritchard (R) - 2. Lloyd Meeds (D) - 3. Don Bonker (D) - 4. Mike McCormack (D) - 5. Tom Foley (D) - 6. Floyd Hicks (D) - 7. Brockman Adams (D) West Virginia 4 Wahlbezirke - 1. Bob Mollohan (D) - 2. Harley Orrin Staggers (D) - 3. John M. Slack (D) - 4. Ken Hechler (D) Wisconsin 9 Wahlbezirke - 1. Les Aspin (D) - 2. Robert Kastenmeier (D) - 3. Alvin Baldus (D) - 4. Clement J. Zablocki (D) - 5. Henry S. Reuss (D) - 6. William A. Steiger (R) - 7. Dave Obey (D) - 8. Robert John Cornell (D) - 9. Bob Kasten (R) Wyoming Staatsweite Wahlen - Teno Roncalio (D) |

Nicht stimmberechtigte Mitglieder im Repräsentantenhaus:
- District of Columbia
  - Walter E. Fauntroy (D)
- Guam
  - Antonio Borja Won Pat
- Puerto Rico:
  - Jaime Rexach Benítez
- Amerikanische Jungferninseln
  - Ron de Lugo